# Xysmalobium stockenstromense
Xysmalobium stockenstromense är en oleanderväxtart som beskrevs av S. Elliott. Xysmalobium stockenstromense ingår i släktet Xysmalobium och familjen oleanderväxter. Inga underarter finns listade i Catalogue of Life.